# Kyrkö Mosse

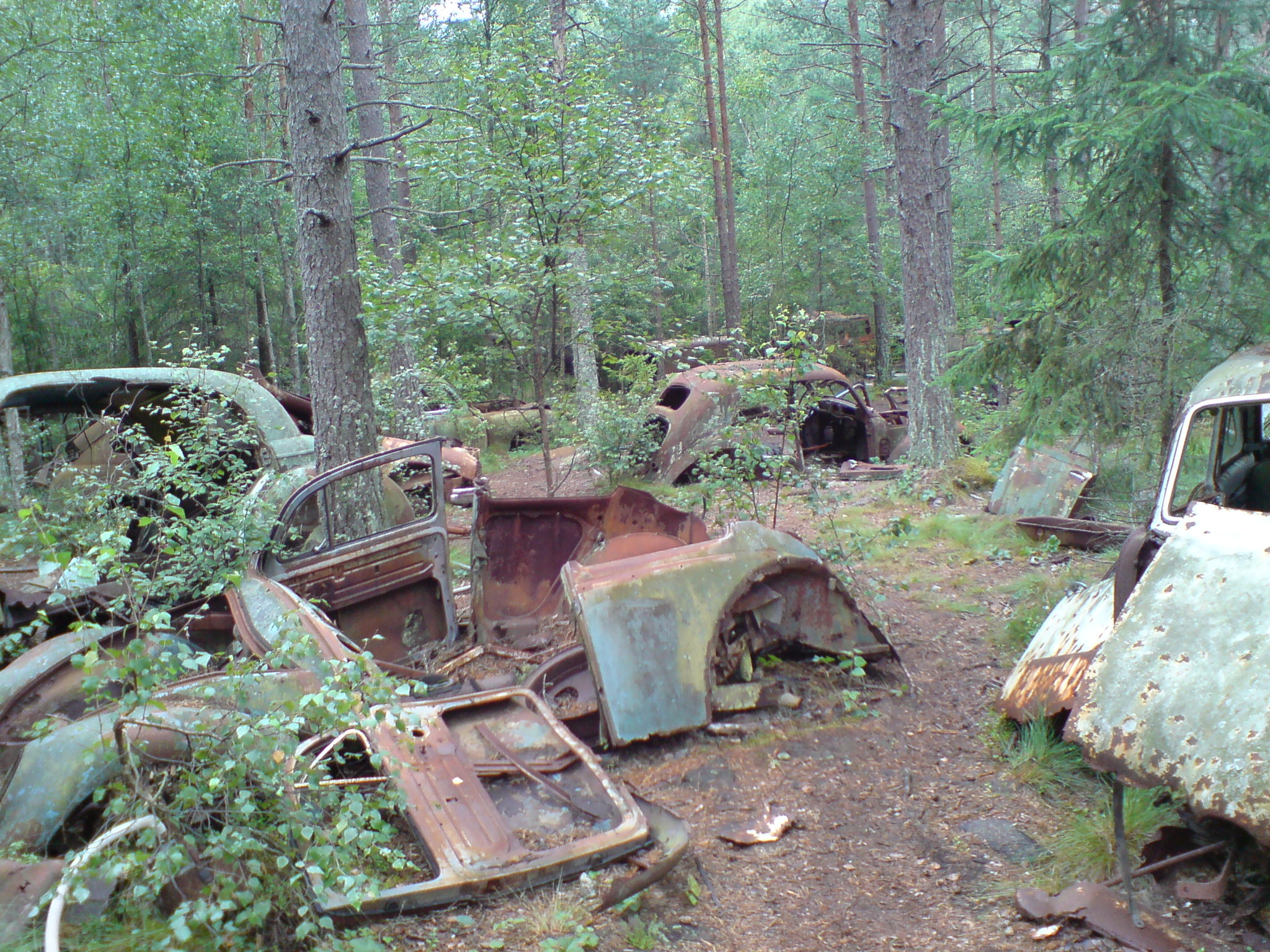
Autowracks im Wald beim Kyrkö Mosse

Kyrkö Mosse ist der Name eines Moores nahe der schwedischen Ortschaft Ryd in der Gemeinde Tingsryd. Hier befindet sich ein großer Autofriedhof (schwedisch: Bilkyrkogården på Kyrkö mosse) mitten in einem Wald.
Åke Danielsson (1914–2000), der hier anfänglich nur Torf gewann, widmete sich später der Verwertung von Autos. Die ausgeschlachteten Wracks ließ er im Wald stehen. Er betrieb das Geschäft bis in die späten 1980er Jahre und lebte auch auf seinem Gelände in einem kleinen Haus, bevor er 1992 in ein Altersheim zog.
Im Zuge der sich verschärfenden Umweltgesetzgebung erhielten die nachfolgenden Besitzer des Geländes Aufforderungen der Behörden, die Autos zu räumen und den Boden zu sanieren. Doch es fanden sich auch Fürsprecher. TV und Presse berichteten landesweit, und schließlich beschäftigte der Fall sogar die Regierung. Anders als in ähnlich gelagerten Fällen, wie etwa im schweizerischen Kaufdorf oder im belgischen Châtillon, erkannten die schwedischen Behörden den kulturhistorischen Wert der Altautos an und stellten sie bis 2050 unter Schutz. Bis dahin, so nimmt man an, werden die Autos auf natürlichem Wege zerfallen sein.
Der Autofriedhof ist zu einem beliebten Ausflugsziel für Touristen geworden. Nicht alle Besucher verhalten sich jedoch entsprechend seinem kulturhistorischen Wert. Mit der Bekanntheit nahm auch der Vandalismus stark zu, so dass die meisten der vor wenigen Jahren äußerlich noch halbwegs intakten Autowracks inzwischen ihrer Anbauteile beraubt wurden oder aus reiner Zerstörungswut auf ihren Dächern und Hauben herumgetrampelt wurde. Das Areal ist jederzeit zugänglich und unbewacht.